# Static & Ben El Tavori
Static & Ben El Tavori (ebraică: סטטיק ובן אל תבורי) este un duo muzical pop din Israel, format din cântăreții Liraz Russo (Static) și Ben El Tavori. Piesele acestora sunt produse de Yarden Peleg, cunoscut sub numele de scenă Jordi. Din noiembrie 2015, Static & Ben El Tavori au lansat zece single-uri, toate însoțite de videoclipuri care au strâns zeci de milioane de vizionări pe YouTube. Duo-ul a redefinit sound-ul israelian cu influențe pop, latino, reggaeton, orientale, braziliene, africane, electronice și clasice, creând un sound unic și distinctiv.
Din 2017, cei doi fac parte din juriul emisiunii HaKokhav HaBa, în urma căreia este decis reprezentantul Israelului la Concursul Muzical Eurovision.

## Membri

### Static
Liraz Russo (ebraică: לירז רוסו‎; n. 8 decembrie 1990), cunoscut ca Static (ebraică: סטטיק‎), a fost adoptat de un cuplu israelian înstărit, Moshe și Nitza Russo, la vârsta de patru luni și a crescut în Haifa. Static nu își cunoaște țara de origine, dar a dezvăluit în 2017 că este posibil să se fi născut în Brazilia, țară de unde multe cupluri israeliene au adoptat mii de copii în anii '80 și '90. A început să învețe să cânte la pian la vârsta de trei ani, apoi a trecut la chitară. La 15 ani a cântat cu o trupă de tineri la diverse festivaluri organizate în Haifa. Static a făcut serviciul militar obligatoriu în Armata Israeliană ca ofițer în Forțele Aeriene, dar a fost destituit devreme și nu l-a terminat din motive medicale. După destituire, a început să lucreze cu producătorul muzical Omri Segal. Tot în această perioadă și-a luat numele de scenă Static, o poreclă dată lui de un prieten din copilărie. S-a făcut cunoscut în 2015, an în care, alături de DJ Gal Malka, a lansat piesa „Ba La Lirkod”. Piesa a intrat în playlistul Galgalatz și a devenit una dintre cele mai de succes melodii israeliene ale acelui an.

### Ben El Tavori

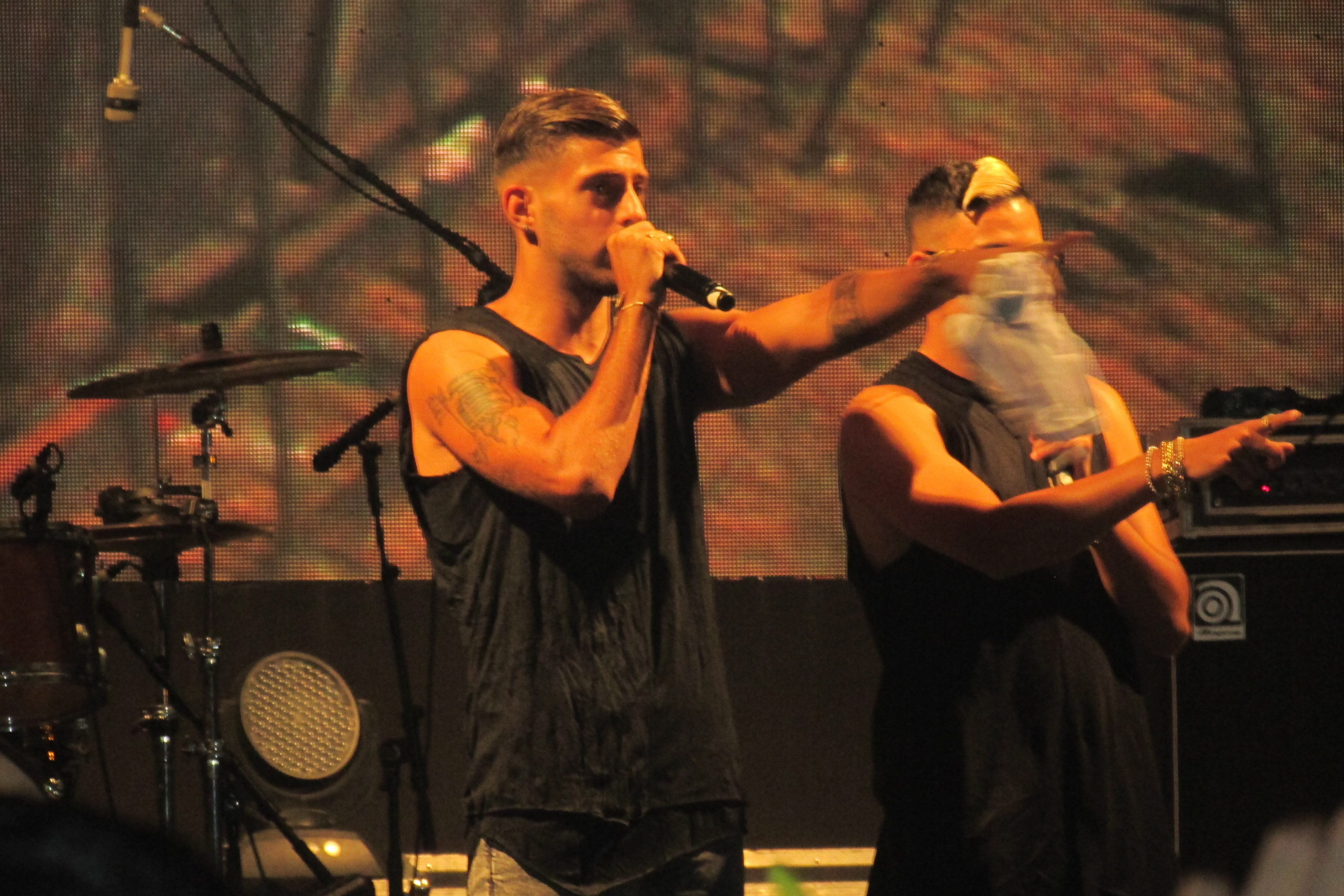
Ben El Tavori în august 2016

Ben El Tavori (ebraică: בן אל תבורי; n. 22 decembrie 1991) este fiul cântărețului israelian Shimi Tavori, unul dintre cei mai mari interpreți de muzică mizrahi și al modelului Aviva Azulai. Când era copil, părinții lui au divorțat. În 2015, la vârsta de 14 ani, a cântat public pentru prima dată, într-o apariție alături de tatăl său. În 2007, la vârsta de 16 ani, a participat la preselecțiile pentru cel de-al șaptelea sezon al Kokhav Nolad împreună cu fratele lui, Daniel, însă doar Daniel a fost selectat. Și-a completat serviciul militar obligatoriu în Armata Israeliană. În martie 2011, și-a lansat albumul de debut, care s-a dovedit a fi fără succes. S-a făcut cunoscut în 2015 prin colaborarea cu Static, Jordi și rapperul Ron Nesher pentru single-ul „#DubiGal”.

### Jordi
Yarden Peleg (ebraică: ירדן פלג‎; n. 20 ianuarie 1987), cunoscut ca Jordi (ebraică: ג'ורדי), s-a născut în Kiryat Motzkin, un oraș situat la 8 km nord de Haifa. Tatăl său a fost crainic, iar în copilărie a vizitat de mai multe ori postul de radio unde tatăl său lucra. La 12 ani a început să facă muzică, iar la 17 ani a renunțat la liceu și a produs prima lui melodie. La vârsta de 18 ani, a construit un studio de înregistrare la el acasă. În 2013, a deschis un studio și a început să lucreze ca producător independent. A lucrat cu diferiți artiști și l-a cunoscut mai întâi pe Static, în perioada în care producea o piesă a pentru el, trupa KYD și rapperul Alon De Loco.

## Discografie

### Single-uri
| Titlu                                           | Ebraică   | Lansare            | Galgalatz | Reshet Gimel | Vizualizări pe YouTube (17 ianuarie 2019) |
| ----------------------------------------------- | --------- | ------------------ | --------- | ------------ | ----------------------------------------- |
| „Barbie”                                        | ברבי      | 29 noiembrie 2015  | 9         | —            | 42,3 milioane                             |
| „Kvish Hachof”                                  | כביש החוף | 5 martie 2016      | —         | —            | 40,6 milioane                             |
| „Silsulim”                                      | סלסולים   | 13 iunie 2016      | 4         | 1            | 47,5 milioane                             |
| „Stam”                                          | סתם       | 24 septembrie 2016 | 15        | 19           | 29 milioane                               |
| „Zahav”                                         | זהב       | 29 ianuarie 2017   | 7         | 8            | 43,8 milioane                             |
| „Tudo Bom”                                      | טודו בום  | 4 iunie 2017       | 3         | 4            | 53,4 milioane                             |
| „Hakol Letova”                                  | הכל לטובה | 22 octombrie 2017  | —         | —            | 22,8 milioane                             |
| „Namaste”                                       | נמסטה     | 1 ianuarie 2018    | —         | —            | 18,6 milioane                             |
| „Kawaii”                                        | קאוואי    | 6 mai 2018         | —         | —            | 19,8 milioane                             |
| „Gumigam”                                       | גומיגם    | 5 august 2018      | —         | —            | 18,7 milioane                             |
| „Yassu” (feat. Eden Ben Zaken & Stephane Legar) | יאסו      | 15 ianuarie 2019   | —         | —            | 1,3 milioane                              |